# Мышецкий сельсовет
Мышецкий сельсовет — упразднённая административно-территориальная единица, существовавшая на территории Московской губернии и Московской области до 1954 года.
Мышецкий сельсовет был образован в первые годы советской власти. По данным 1924 года он входил в состав Трудовой волости Московского уезда Московской губернии.
По данным 1926 года в состав сельсовета входили село Мышецкое, деревня Владычино и Александровская детская колония.
В 1929 году Мышецкий с/с был отнесён к Коммунистическому району Московского округа Московской области.
13 мая 1935 года Мышецкий с/с был передан в Солнечногорский район.
4 января 1939 года Мышецкий с/с был передан в новый Краснополянский район.
17 июля 1939 года к Мышецкому с/с был присоединён Поярковский с/с (селение Поярково и посёлок охотничьего хозяйства).
14 июня 1954 года Мышецкий с/с был упразднён, а на его территории образован Поярковский с/с.